# Murmaniidae
Murmaniidae zijn een familie van weekdieren uit de klasse van de Gastropoda (slakken).

## Geslachten
- Murmania Martynov, 2006
- Guyvalvoria Vayssière, 1906